# Eva Miláčková
Eva Miláčková provdaná Vildmanová (1. září 1943 Praha) je česká herečka, dabérka.

## Divadelní kariéra
Její herecká kariéra začala v mosteckém divadle, kde účinkovala již od 16. let. S divadelním souborem cestovala po celých severních Čechách. V roce 1965, před státními zkouškami na DAMU se stala členkou divadelního souboru v Divadle Vítězného února v Hradci Králové. V roce 1976 odešla do Prahy, kde získala angažmá v Divadle Jiřího Wolkera a zůstala v něm až do 90 let 20. století.

## Herecká kariéra
Režisér Václav Krška ji obsadil do dvou dívčích rolí. V psychologickém dramatu Osení (1960) hrála dceru předsedy družstva Kvapila. Jako zdravotní sestra v kojeneckém ústavu se představila ve filmu Hledá se táta! (1961).

## Dabingová kariéra
Intenzivně se věnovala dabingu v řadě filmů a seriálů, např. Sněhová královna, Souboj Titánů, Andílci, Admirál, Transformers, Ošklivé káčátko, Rodinné hříchy, Shreck, Jack Frost, Město Andělů, Tom Sawyer, Huckleberry Finn a mnoho dalších.